# Joseph Brady
 (avril 2024).
Si vous disposez d'ouvrages ou d'articles de référence ou si vous connaissez des sites web de qualité traitant du thème abordé ici, merci de compléter l'article en donnant les références utiles à sa vérifiabilité et en les liant à la section « Notes et références ».
Pour les articles homonymes, voir Brady.
Joseph J. Brady est un joueur de soccer américain des années 1900.

## Biographie
Avec l'équipe locale de Saint-Louis la St. Rose Parish, il participe au tournoi olympique de football de 1904 en jouant au poste de milieu de terrain. L'équipe remporte la médaille de bronze à l'issue du tournoi. 